# 陣内の大チュー目2008 コレ来る!ベスト50
『陣内の大チュー目2008 コレ来る!ベスト50』（じんないのだいチューもく2008 コレくる ベスト50）は、毎日放送テレビ（MBSテレビ）で2008年1月1日の14:30 - 18:00 (JST) に放送された関西ローカルの新春特別番組である。

## 概要
毎日放送テレビ（MBSテレビ）の元日恒例の生放送による正月特番は、2007年まで『ぷい正月』を放送してきたが、2008年からは番組の企画・内容を大幅にリニューアルした。総合司会にはこれまでの角淳一に代わって2008年は陣内智則を起用。スタジオは『ちちんぷいぷい』でお馴染みの大阪・茶屋町のMBS本社ギャラクシースタジオを使用。また、なんばグランド花月前からの中継も随時行われた。その年をもって同局の元日恒例の生放送は、2013年の4局共同制作西日本7局ネットの新春特別番組『西日本横断生放送スペシャル　どうにもとまらない2013』まで5年間待つ形となった。
番組の内容は、2008年に流行しそうな事象をランキング形式で紹介する。2008年は十二支の起点にあたる子（ねずみ）年で、北京オリンピックが開催される年でもある。政治、スポーツ、芸能、グルメ等2008年はこれに「チュ～目（注目）」しそうな物にスポットを当てる。
ロザンの菅広文が北海道・納沙布岬で初日の出を見て、沖縄県那覇市で初日の入りを見る企画が番組の目玉だった。

## 出演者
総合司会
- 陣内智則

プレゼンター
- たむらけんじ
- シャンプーハット
- チュートリアル

進行
- 八木早希（MBSアナウンサー）

パネリスト
- 月亭八方
- 大平サブロー
- ハイヒール
- 北川弘美

なんばグランド花月前中継
- 宇治原史規（ロザン）
- 吉竹史（MBSアナウンサー）

沖縄中継
- 菅広文（ロザン）

スタジオゲスト
- ローラ・チャン
- 神子島みか

中継ゲスト
- トミーズ健（なんば）
- 内場勝則・未知やすえ夫妻（なんば）

電話ゲスト
- 角淳一

VTRゲスト
- 若槻千夏
- ほしのあき
- 有田哲平（くりぃむしちゅー）
- 水野真紀
- よゐこ